# Сергунин, Иван Иванович
Иван Иванович Сергунин (1916—1998) — капитан Рабоче-крестьянской Красной армии, партизан Великой Отечественной войны, Герой Советского Союза (1944).

## Биография
Родился 12 августа 1916 года в селе Виткулово Нижегородской губернии (ныне — Сосновский район Нижегородской области). Окончив семь классов школы, работал секретарём сельского совета. Позднее окончил школу фабрично-заводского ученичества, работал фрезеровщиком на Горьковском автомобильном заводе. В 1937 году Сергунин был призван на службу в Рабоче-крестьянскую Красную армию. В 1939 году он окончил Ленинградское военно-инженерное училище. С начала Великой Отечественной войны — на её фронтах.
По заданию командованию Сергунин остался на оккупированной территории для организации партизанских формирований, занимал штабные и комиссарские должности в различных соединениях. С февраля 1943 года он занимал должность комиссара 5-й Ленинградской партизанской бригады. За последующий год бригада Сергунина уничтожила в общей сложности 21 железнодорожный и 265 шоссейных мостов, 81 паровоз, порядка 400 вагонов и более 12 000 солдат и офицеров противника, спасла от угона в Германию более 40 000 советских граждан, освободила сотни населённых пунктов. В январе 1944 года бригада Сергунина принимала активное участие в окончательном снятии блокады Ленинграда.
Указом Президиума Верховного Совета СССР от 2 апреля 1944 года за «образцовое выполнение заданий командования в борьбе против немецких захватчиков, проявленные при этом мужество и героизм, и за особые заслуги в развитии партизанского движения» Иван Сергунин был удостоен высокого звания Героя Советского Союза с вручением ордена Ленина и медали «Золотая Звезда» за номером 3408.
В 1944 году в звании капитана Сергунин был уволен в запас. Проживал в Новгороде, занимал высокие партийные должности, в том числе был вторым секретарём Новгородского обкома КПСС (с июля 1966 по май 1972 года), председателем Новгородского облисполкома (с мая 1972 по февраль 1977 года). Многократно избирался депутатом различных выборных органов. С февраля 1977 года — на пенсии.
Почётный гражданин Новгорода. Был также награждён орденами Отечественной войны 1-й и 2-й степеней, тремя орденами Трудового Красного Знамени, орденами Дружбы народов и Красной Звезды, рядом медалей.
В честь Сергунина установлен его бюст в посёлке Сосновское.
Умер 3 июля 1998 года, похоронен на Рождественском кладбище Новгорода.